# Cateechee
Cateechee es un lugar designado por el censo ubicado en el condado de Pickens en el estado estadounidense de Carolina del Sur. En el Censo de 2020 tenía una población de 321 habitantes y una densidad poblacional de 236,03 habitantes por km². Fue incluido como CDP en el censo de 2020.

## Geografía
Está ubicado en las coordenadas 34°46′00″N 82°46′44″O / 34.76667, -82.77889 (34.766646, -82.77876). Según la Oficina del Censo,  tiene una superficie total de 1,35 km², de los cuales 1,32 km² corresponden a tierra firme y 0,02 km² a agua.

## Demografía
| Raza                   | Núm. | Porc.   |
| ---------------------- | ---- | ------- |
| Blancos                | 295  | 91.90%  |
| Afroamericanos         | 5    | 1.56%   |
| Asiáticos              | 2    | 0.62%   |
| De otras razas         | 8    | 2.49%   |
| De una mezcla de razas | 11   | 3.43%   |
| Total                  | 321  | 100.00% |

Del total de la población, el 4.36% son hispanos o latinos de cualquier raza.